# Bolesław Marciniszyn
Bolesław Władysław Marciniszyn (ur. 5 października 1952 w Wirach) – polski samorządowiec, przedsiębiorca, były prezydent Świdnicy, ostatni wojewoda wałbrzyski.

## Życiorys
W latach 1971–1976 studiował na Wydziale Inżynierii Sanitarnej Politechniki Wrocławskiej. Pracował jako kierownik gospodarki wodno-ściekowej w firmie „Elmot” w Świdnicy, następnie od 1982 jako inspektor i dyrektor w Okręgowej Dyrekcji Inwestycji. W 1992 założył prywatne przedsiębiorstwo rodzinne pod nazwą „Texel”, działające początkowo jako spółka cywilna, przekształcone później w spółkę jawną.
W latach 1994–1995 zajmował stanowisko prezydenta Świdnicy. W 1998 był wojewodą wałbrzyskim, ostatnim w historii tego województwa. Po odejściu z urzędu wojewódzkiego powrócił do prowadzenia działalności gospodarczej.
Z ramienia AWS sprawował mandat radnego sejmiku dolnośląskiego I kadencji. Należał w tym okresie do Ruchu Społecznego AWS. W wyborach parlamentarnych w 2001 bezskutecznie kandydował do Senatu z ramienia Bloku Senat 2001. Od 2002 do 2006 był radnym świdnickiej rady miasta (z listy Obywatelskiego Konwentu Samorządowego). W 2010 wszedł w skład rady powiatu świdnickiego z ramienia Platformy Obywatelskiej. W 2014 kandydował do rady Świdnicy z listy komitetu Alicji Synowskiej, w 2018 był kandydatem do rady powiatu z ramienia KWW Wspólny Powiat. W 2024 wystartował do rady miejskiej z listy Koalicji Obywatelskiej.